# Linea Mocenigo
La linea Mocenigo (detta più tardi Acquisto Nuovissimo) fu la linea confinaria stabilita in Dalmazia nel 1721 fra i possedimenti veneziani e ottomani, a seguito della Pace di Passarowitz del 21 luglio 1718.

## Premesse

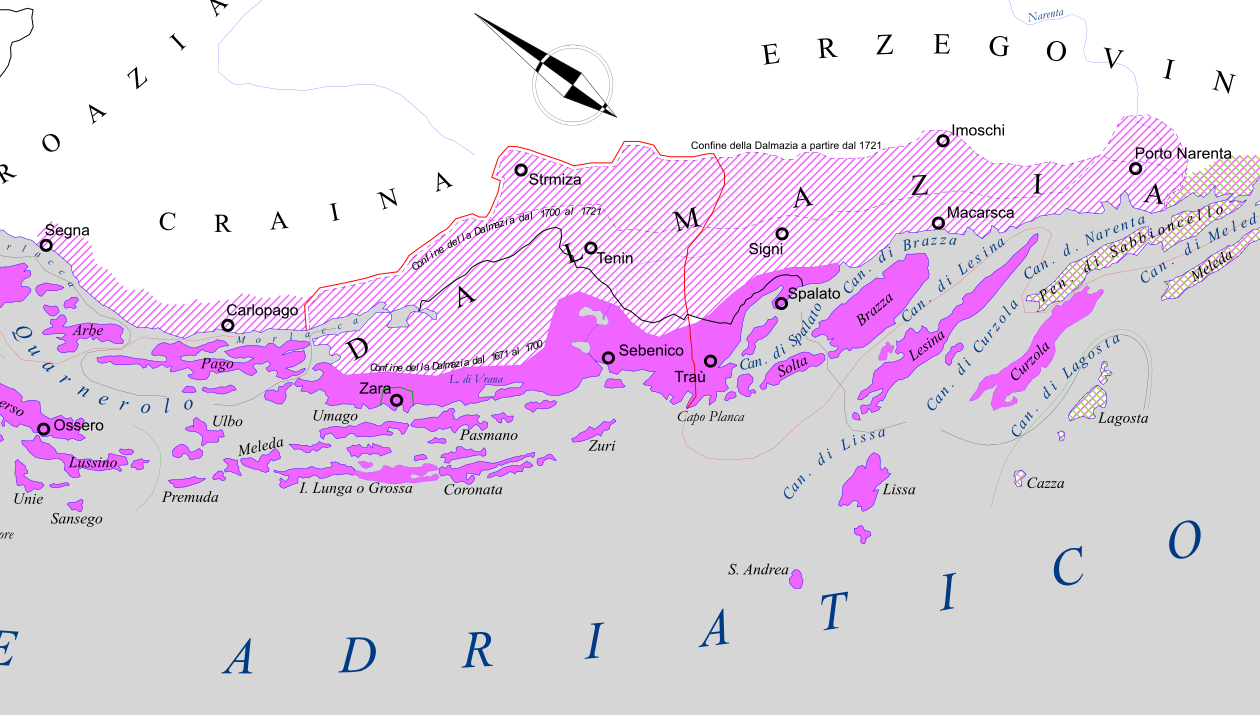
La Linea Mocenigo nella mappa della Dalmazia

A seguito delle guerre austro-turche conclusesi col trattato di Carlowitz del 1699, l'impero ottomano covava un sentimento di rivalsa nei confronti delle potenze europee, particolarmente nei riguardi di Venezia. Nel 1714, approfittando della guerra di successione spagnola che impegnava severamente l'impero asburgico e della debolezza della Serenissima, uscita stremata dalla precedente guerra, i turchi assalirono i presidi veneziani nella Morea, riuscendo in breve a conquistarli.
Le cose andarono diversamente in Dalmazia, dove il provveditore Angelo Emo passò all'offensiva, costringendo alla ritirata il pascià di Bosnia.
Intanto la diplomazia veneziana era riuscita a ricostruire la Lega Santa con l'Austria e col Papato, costringendo il Sultano a dividere le forze e propiziando le vittorie di Eugenio di Savoia a Petervaradino e Belgrado.
Contemporaneamente, i veneziani alla guida del nuovo provveditore Alvise Mocenigo sbaragliarono l'armata del pascià di Erzegovina, conquistando la piazzaforte di Imoschi.

## Le trattative
La guerra si concluse con la Pace di Passarowitz, basata sul principio dell'uti possidetis: l'Austria ampliava i propri possedimenti nei Balcani, mentre Venezia perse gli ultimi possedimenti dell'isola di Creta (già teatro di una guerra lunga oltre vent'anni) e la Morea. La dolorosa perdita venne in parte compensata dall'estensione dei propri domini in Dalmazia, che raggiunsero la loro più grande ampiezza comprendendo a nord le località di Verlicca e Strmica, a sud il distretto di Imoschi. Si mantenevano turchi i due corridoi di Neum e Sutorina, per separare i territori della Repubblica di Ragusa dai veneziani.
La linea di confine venne tracciata sul territorio nel 1721, prendendo dal nome del negoziatore veneziano Alvise Mocenigo la denominazione di Linea Mocenigo. In seguito i nuovi ingrandimenti territoriali vennero chiamati Acquisto Nuovissimo, per distinguerli dall'Acquisto Vecchio - definito dalla Linea Nani - e dall'Acquisto Nuovo - definito dalla Linea Grimani.